# .bo
Pour les articles homonymes, voir Bo.
.bo est le domaine de premier niveau national (country code top level domain : ccTLD) réservé à la Bolivie. Il est administré par l'ADSIB.

## Sous-domaines
- com.bo
- net.bo
- org.bo
- gob.bo
- edu.bo
- mil.bo
- int.bo
- tv.bo
- academia.bo
- agro.bo
- arte.bo
- blog.bo
- bolivia.bo
- ciencia.bo
- cooperativa.bo
- democracia.bo
- deporte.bo
- ecologia.bo
- economia.bo
- empresa.bo
- indigena.bo
- industria.bo
- info.bo
- medicina.bo
- movimiento.bo
- musica.bo
- natural.bo
- nombre.bo
- noticias.bo
- patria.bo
- plurinacional.bo
- politica.bo
- profesional.bo
- pueblo.bo
- revista.bo
- salud.bo
- social.bo
- tecnologia.bo
- tksat.bo
- transporte.bo
- wiki.bo